# 沛郡
沛郡，或沛国，是从西汉开始设立的一个郡级行政区划，辖区范围之后有变化。

## 沿革
《汉书》记载秦设泗水郡（《史記》作泗川郡）。秦代封泥文物的出土四川太守以及存世四川轻车印，泗水郡乃四川郡之传抄之误（四川郡，实为秦封泥字，四实为泗，因泗的水旁和川同故去水旁，通假字。另根据秦简，也写作四川郡）。“泗水郡”之名亦有，东汉曾有段时间撤原泗水国，设泗水郡，故而后之学者多误。泗水郡郡治所在相县而非沛县，正清末著名历史地理专家杨守敬在他的《水经注疏》泗水篇里说泗水郡治所在沛县是错误的。
四川郡源自当时境内淮河、沂水、濉水、泗水四条主要河流。秦郡治相县（今安徽淮北市相山区范围），地跨今天江苏北部徐州市周边、河南省东南小部分以及安徽省淮北市、宿州市等地区。
西汉的开国皇帝汉太祖高皇帝刘邦是丰县人氏。秦代泗川郡随着秦代的灭亡而消失。西汉建立后，劉邦把齊王韩信改封為楚王，楚國包含劉邦的家乡丰县以及工作过的沛县及徐州附近地方，消滅異姓王風潮中，劉邦誅滅韩信，又把楚國封给自己的弟弟楚元王刘交，成為同姓諸侯國。全盛时期的楚国通领西汉三十六县，四十城。不过到了汉景帝时七国之乱后，汉朝全面削藩。到《汉书地理志》寫作的时候，楚国所统之县，只剩下七个县。而其它县被新成立的沛郡统领。汉书地理志中沛郡成立于汉高帝时的说法是明显错误的，已经得到学术界公认。西汉中期以后将郡改名为沛郡，原郡内的彭城（今徐州市）及其附近被分置为楚国。但沛郡统县仍多达37，40万户、200万人，治所仍在相县。东汉时，郡改为沛国，西南部地区被归入汝南郡，统县减少到21，户20.095万，人口25.1393万。东汉末年，沛国先后被军阀袁绍、袁术、陶谦、刘备、吕布所占据，最后被权臣曹操所得。
三国曹魏的缔造者曹操是沛国西部的谯县人氏，他将原沛国包括郡治相县在内的绝大部分划归新建的谯郡，沛国范围大大缩小，国治新设在小沛，这是后之史家把沛县当做四川郡郡治的根本原因。西晋统一后，沛国获得了原谯郡、下邳郡的部分地区，其辖区成为了一个南北较长东西狭窄的形势，统县9，郡治迁回相县。
南朝宋、齐在今安徽省天长市侨置南沛郡、沛县，梁改南沛郡为泾城郡、泾州，陈改泾城为沛郡。
南北朝末年，北周将沛郡并入彭城郡和石梁郡，从此沛作为郡名消失。不过作为郡名来源的沛县却将这个名称保留到了今天。

## 特点
沛郡（国）虽然存在时间并不算太长，但是其地却先后出现了刘邦、曹操两个改变天下局势、创立大业的人物。此外，西楚霸王项羽曾将据点设立在当时郡内的彭城，而明朝开国皇帝朱元璋祖籍在沛国相县。

## 長官

### 太守
西漢
- 石慶（？─前122年之前）
- 劉慶（？─前87年）
- 李壽（？─前76年）
- 段會宗（前30年在任）
- 何武（？─前10年）
- 石詡（公元1年在任）

東漢
- 韓歆（？─37年）

### 王
東漢
- 沛献王刘辅，44年-84年在位
- 沛釐王刘定，85年-95年在位
- 沛节王刘正，96年-109年在位
- 沛孝王刘广，110年-144年在位
- 沛幽王刘荣，145年-164年在位
- 沛孝王刘琮，165年-184年在位
- 沛恭王刘曜，184年-195年在位
- 沛王劉契，200年-220年在位

### 相
東漢
- 玄賀（章帝時）
- 欒巴（順帝末年）
- 郭□（桓帝時）
- 向苗（桓帝初年）
- 韓演（桓帝初年）
- 劉彪（157年在任）
- 孫祉（桓帝時）
- 具恭（？─165年）
- 楊統（桓帝末年）
- 荀昱（？─169年）
- 魏愔（前173年在任）
- 王吉（175年─179年）
- 袁忠（靈帝、獻帝之際）
- 陳珪（靈帝、獻帝之際）
- 舒仲應（197年在任）
- 封仁（建安年間）[4]

### 出处
1. ↑  辛德勇. . 北京大学中国古代史研究中心.   [2008-07-03]. （原始内容存档于2007-11-25）.
2. ↑  《后汉书 志 郡国二》郡下21个县有相、萧、沛、丰等。
3. ↑  . 中国社会科学网. （原始内容存档于2020-11-14）.
4. ↑  严耕望《两汉太守刺史表》

### 书目
- 《中国历史地图集》
- 《汉书》
- 《后汉书》
- 《晋书》
- 《隋书》